# 全身スキャナー
全身スキャナー（ぜんしんスキャナー）とは、電磁波を応用した撮影装置。人体に電磁波（ミリ波）を照射して映像化する技術で各国で導入が進められつつあるが、プライバシー保護の観点から後述のように賛否両論がある。

## 概要
アクティブ型とパッシブ型があり、それぞれ一長一短がある。使用される電磁波はミリ波やX線等が使用される。
米運輸保安局（TSA）は金属探知機に代わる保安検査機として2種類の全身スキャナーを認証し米国内の空港に導入している。

## 利点
従来の金属探知機などでは検出できなかった所持物を検出できるとされる。

## 問題点
事実上全裸に近い画像がモニター上に表示されるため設置に反対の声も少なくない。2013年には一部の空港から撤去された。
現在では、プライバシー保護の観点から、係員の液晶モニタに映し出されるのは、乗客本人の人体画像ではなく、人体の模式図に不審物がある場所が表示され、確認後にスキャンデータが完全消去されるようになっている。